# 墨红镇
墨红镇，是中华人民共和国云南省曲靖市富源县下辖的一个镇。

## 行政区划
墨红镇下辖以下地区：
墨红社区、普冲村、玉麦村、九河村、加克村、吉克村、补木村、江浪村、三台村、清水村、法土村、鲁木克村、光山头村、田冲村、世依村和磨山村。